# Fräkentjärnen (Lycksele socken, Lappland, 720118-163958)
Fräkentjärnen är en sjö i Lycksele kommun i Lappland och ingår i Umeälvens huvudavrinningsområde. Sjön har en area på 0,117 kvadratkilometer och ligger 241,6 meter över havet. Fräkentjärnen ligger i Vindelälven Natura 2000-område. Sjön avvattnas av vattendraget Vormbäcken. Vid provfiske har bland annat abborre, gers, gädda och löja fångats i sjön.

## Delavrinningsområde
Fräkentjärnen ingår i det delavrinningsområde (720089-163911) som SMHI kallar för Mynnar i Vindelälvens vattendragsyta. Medelhöjden är 296 meter över havet och ytan är 34,43 kvadratkilometer. Räknas de 21 avrinningsområdena uppströms in blir den ackumulerade arean 353,18 kvadratkilometer. Vormbäcken som avvattnar avrinningsområdet har biflödesordning 3, vilket innebär att vattnet flödar genom totalt 3 vattendrag innan det når havet efter 196 kilometer. Avrinningsområdet består mestadels av skog (79 procent) och sankmarker (14 procent). Avrinningsområdet har 0,61 kvadratkilometer vattenytor vilket ger det en sjöprocent på 1,8 procent.

## Fisk
Vid provfiske har följande fisk fångats i sjön:
- Abborre
- Gärs
- Gädda
- Löja
- Mört
- Stäm